# Escadrille Spa.93
Escadrille Spa.93 (originalmente Escadrille N.93) foi um esquadrão de caça francês ativo durante a Primeira Guerra Mundial de 26 de abril de 1917 até ao fim da guerra. Em 4 de outubro de 1918, os seus militares foram mencionados em despachos pelo seu desempenho em batalha. No cessar-fogo de 11 de novembro de 1918, havia destruído 35 aeronaves inimigas.

## História
No campo de aviação de Corcieux do VII Armee, os destacamentos N501 e N506 foram fundidos num esquadrão de aviões Nieuport, Escadrille N.93, em 26 de abril de 1917. Foi um dos esquadrões fundidos no Groupe de Combat 15 em 27 de julho de 1917 para apoiar o II Armee. Em novembro de 1917, eles começaram a se re-equipar com novos caças SPAD S.7 e SPAD S.13, e tornaram-se no Escadrille Spa.93. O esquadrão continuou a servir como parte do Groupe de Combat 15, mesmo quando o Groupe foi consolidado no Escadre de Combat No. 1. Em 4 de outubro de 1918, as suas unidades constituintes foram mencionadas em despachos. No final da guerra em 11 de novembro de 1918, o esquadrão estava creditado com 35 vitórias aéreas.